# Джованні Джолітті
Джованні Джолітті (італ. Giovanni Giolitti; 27 жовтня 1842, Мондові — 17 липня 1928, Кавур) — італійський політичний діяч, прем'єр-міністр Італійського королівства (п'ять разів).

## Життєпис
Народився 27 жовтня 1842 року в Мондові (П'ємонт). Батько, Джіовінале Джолітті — юрист соціальної служби, обраний головою місцевого суду — походив із сім'ї бідних селян. Він помер від пневмонії коли хлопчику був рік. Мати, Енрікетта Плочі, після смерті чоловіка перевезла сина до будинку батьків у Турин, де сама навчала його грамоті. Решту початкової освіти здобув удома під керівництвом братів сестри. У гімназії Джолітті особливого інтересу до навчання та дисциплінованості не демонстрував, віддаючи перевагу математиці та латині, романам Вальтера Скотта та Бальзака. Попри близькість своєї сім'ї до політичних кіл П'ємонту (один його дядько був членом парламенту та близьким другом особистого секретаря Кавура), Джолітті не виявляв особливого інтересу до Рісорджементо і не прагнув піти добровольцем до армії. Згодом багато політиків, які брали участь у війнах з Австрією та походах Гарібальді, критикували Джолітті за його бездіяльність.
Здобув юридичну освіту в Туринському університеті. Працював у адміністративних органах. У 1876 році, в міністерство
Агостіно Депретіса, він був призначений директором митного управління. 1882 року обраний депутатом від Кунео. 1889 року Кріспі надав йому посаду міністра казначейства, а 1890 року — фінансів. Незабаром, однак, Джолітті вийшов з кабінету внаслідок незгоди з міністром публічних робіт, а потім чимало сприяв падінню міністерства Кріспі. Джолітті був прихильником помірного лібералізму часів Кавура, ідеї якого він намагався втілити у реальність.
Політичні погляди Джолітті пояснюються тим, що він від початку робив кар'єру серед п'ємонтського чиновництва, певною мірою вільного від консервативних забобонів, проте зі своїми суворими правилами. Можливо, обрана Джолітті політика ліберального шляху розвитку Італії виявилася крахом саме через її консервативну основу.
Вперше Джованні Джолітті очолив уряд у момент, коли розбіжності з питань фінансової політики всередині міністерства Антоніо Старабба призвели до його відставки у квітні 1892 року. Тоді Джолітті сформував новий кабінет.
Джолітті, на відміну від колишнього уряду, був противником надзвичайних заходів і вважав за необхідне розрядити ситуацію в країні за допомогою реформи податкової системи, поліпшення соціального законодавства тощо. Але і його кабінет виявився недовговічним: у 1893 році оприлюднили скандальні афери «Римського банку» і зв'язки з цим банком багатьох відомих парламентаріїв і міністрів. Джолітті, особисто невинний у корупції, але знав про ці непривабливі факти та довго опирався їх оприлюдненню, був змушений у листопаді 1893 піти у відставку.
У 1901 році обійняв посаду міністра внутрішніх справ в уряді Д. Дзанарделлі. 1903 року знову очолив кабінет міністрів.
Всього в 1882—1924 роках кілька разів обирався в палату депутатів і п'ятиразово обіймав посаду прем'єр-міністра (1892—1893, 1903—1905, 1906—1909, 1911—1914 і 1920—1921). Домагаючись прихильності реформістського крила робочого руху, Джолітті вводив в уряд соціалістів, провів ліберальні реформи, легалізував робітничі організації, визнав право робітників на страйки (1901), ухвалив закони про профілактику травматизму, про обмеження дитячої та жіночої праці, про конфліктні комісії на виробництві щотижневих вихідних, про нормування нічних змін тощо. буд.[8]; при прийнятті нового виборчого закону ввів загальне виборче право для чоловіків (1912), проводив лінію суворої законності стосовно як господарів, так і робітників і профспілок. Був майстром різноманітних інтриг, тиску, маніпуляцій із голосами виборців, залишаючись у своїй демократичній орієнтації. Джолітті ввів Італію в Троїстий союз, але налагодив відносини і з Францією; зробив спробу захоплення Лівії.
У 1911 році — знову прем'єр-міністр Італії. Однак у роки цього прем'єрства Джолітті соціальні та політичні протиріччя Італії різко загострилися. Почастішали страйки; робітники вимагали відставки Джолітті. Попри це, здобув перемогу і на виборах у 1913 році, але пішов у відставку «за станом здоров'я». Намагався запобігти вступу Італії до Першої світової війни, очолюючи табір прихильників нейтралітету. Успіх Народної партії та соціалістів на виборах 1919 року спричинив зміну його довоєнної політичної тактики.
Останній термін перебування Джолітті на посаді прем'єр-міністра — з 15 червня 1920 року до 4 липня 1921 року. Як і більшість довоєнних політиків, Джолітті спочатку підтримував фашистів, але після вбивства Маттеотті перейшов в опозицію і виступив проти Муссоліні.
Вважався людиною простою, врівноваженою, тверезомислячою, не цинічною, прагматиком, яка не визнає жодних сектантських дій і прагне золотої середини. Належав до «лівих конституціоналістів», але не надавав жодного значення політичним ярликам. Очолюючи уряд, при роздачі міністерських портфелів не прагнув забезпечити рівновагу політичних сил, але підбирав людей, виходячи з їхньої компетентності та динамізму, часто їхнього особистого доброго відношення. Щоб досягти сталої підтримки більшості депутатів, намагався задовольнити місцеві інтереси та особисті амбіції. Очолюючи уряд, одночасно виконував обов'язки міністра внутрішніх справ, що дозволяло тримати у підпорядкуванні префектів і цим здійснювати безпосередній контроль за політичним життям на місцях.
Помер 17 липня 1928 року у Кавурі.
Період італійської історії з кінця 1880-х до початку 1920-х років вважаються «золотим століттям» італійського лібералізму, прийнято називати «ерою Джолітті», а самого Джолітті — «італійським Ллойд Джорджем».